# Proteuxoa cryphaea
Proteuxoa cryphaea är en fjärilsart som beskrevs av Turner 1908. Proteuxoa cryphaea ingår i släktet Proteuxoa och familjen nattflyn. Inga underarter finns listade i Catalogue of Life.